# Boutade
Een boutade (van het Franse bouter, "verdrijven") is een bondige, spitsvondige en geestig bedoelde uitspraak waarmee uiting wordt gegeven aan een zeker misnoegen.

## Gebruik

#### Multatuli
Tal van voorbeelden van boutades zijn te vinden in de Ideën (sic) van Multatuli. Tussen de lange verhandelingen die vele van die ideeën vormen, komen soms kortere voor die een bepaald aspect van de maatschappij, de burgerij, persoonlijke zwakheden of de sociale instituties bespreken en vaak aan de kaak stellen:
- Idee 41: Ik leg me toe op 't schryven van levend hollandsch. Maar ik heb schoolgegaan.
- Idee 6: De slotsom der oordeelvellingen van veel onbekwame menschen waarborgt niet meer kans op juistheid dan 't oordeel van één onbekwaam mensch.
- Idee 58: Er zyn weinig boeken waaruit men niet leeren kan hoe men niet schryven moet.
- Idee 60: Als ik iets geschreven heb en dat nalees, is meestal m'n hoofd-indruk: over die zaak zou veel te zeggen wezen.
- Idee 281: Spreekwoorden bevatten de wysheid der volkeren. Eilieve, waarom maken professors geen spreekwoorden?[1]

In deze greep voorbeelden, die gemakkelijk uit te breiden zou zijn, worden achtereenvolgens gehekeld: het taalonderwijs, consensuscultuur, schrijfgebreken, oppervlakkigheid, en waanwijsheid bij hoogleraren.

#### Anderen
Ook bij vele andere auteurs zijn boutades te vinden. Enerzijds treft men ze begrijpelijkerwijs aan bij schrijvers die erom bekendstaan dat zij zich (soms) cynisch, sarcastisch of althans kritisch over hun onderwerp uitlaten.
- Een wat uitgebreid voorbeeld vormen de eerste vier regels van Du Perrons gedicht P.P.C.:

Vaarwel, Clary, ik wens u geen geluk. / Zoiets klinkt dom, bij hen reeds die het menen. / Gij hebt u goed verkocht. Maak u niet druk / over de rest: want àlle mensen wenen.
In de tweede versregel wordt de aangesprokene op de hak genomen: zij is niet iemand die een gelukwens waard is; de volgende versregels benadrukken dit: haar wordt in bedekte termen onverschilligheid verweten.
- Ook in het proza van Willem Elsschot vallen boutades op, vaak verpakt in een quasi-onverschillige toon van de verteller.

In andere talen zijn vergelijkbare spitsvondigheden aan te treffen.
- Ernest Hemingway over Zwitserland:

Switzerland is a small, steep country, much more up and down than sideways, and is all stuck over with large brown hotels built on the cuckoo clock style of architecture.
("Zwitserland is een klein, steil land, veel meer op en neer dan heen en weer, en is bezaaid met grote bruine hotels in koekoeksklok-bouwstijl.")

#### Niet-literair
Andere voorbeelden komen niet uit de literatuur, maar zijn gedaan door meer of minder bekende personen, cabaretiers of andere volksvermakers:
Van de Benelux hebben de Nederlanders de luxe, en de Belgen de benen.
De mensheid wordt wel intelligenter, maar niet slimmer. (flynneffect)
Mijn weerberichten kloppen altijd, alleen het weer houdt er zich niet aan. (Armand Pien)
(Kritiek op de Benelux en op IQ-tests, gevolgd door een staaltje van zelfspot.)

## Verwante begrippen
De boutade is dus kritisch van aard, en soms zelfs schamper. Daardoor onderscheidt zij zich met name van het aforisme, dat weliswaar ook een puntige uitspraak vormt, maar vaak algemener van aard is en in ieder geval niet, zoals de boutade, een kritische noot hoeft te bevatten. Ook een spreekwoord is (veel) algemener dan de boutade, en brengt doorgaans een wijsheid onder woorden die in meerdere gevallen opgaat.
De boutade kan beschouwd worden als een scherpe vorm van allusie.